# Karabinek Zastava M59/66
Zastava M59/66 – jugosłowiańska wersja karabinka SKS. Podstawową różnicą w stosunku do oryginału było wyposażenie M59/66 w regulator gazowy i nasadkę do miotania granatów nasadkowych. Karabinek został wycofany z jednostek pierwszoliniowych po wprowadzeniu w latach 70. XX wieku do uzbrojenia Jugosłowiańskiej Armii Ludowej karabinka Zastava M70 (wersja AK), ale w jednostkach drugiego rzutu przetrwał do rozpadu Jugosławii w 1991 roku.
Karabinki Zastava M59/66 były używane przez wszystkie strony toczących się w następnych latach na terenie Jugosławii wojen. Po ich zakończeniu został wycofany z uzbrojenia armii państw powstałych na terenie dawnej Jugosławii, ale duże ilości tych karabinów są nadal używane przez różne formacje militarne na całym świecie.

## Opis
Zastava M59/66 jest bronią samopowtarzalną. Zasada działania oparta na odprowadzaniu części gazów prochowych przez boczny otwór lufy. M59/66 strzela z zamka zamkniętego. Zamek ryglowany przez przekoszenie zamka. Mechanizm uderzeniowy kurkowy, mechanizm spustowy umożliwia prowadzenie tylko ognia pojedynczego.
M59/66 jest zasilany ze stałego magazynka pudełkowego o pojemności 10 naboi.
Lufa zakończona nasadką do miotania granatów nasadkowych. Pod lufą zamontowany jest składany bagnet.
M59/66 wyposażony jest w drewniane łoże połączone z kolbą. Przyrządy celownicze mechaniczne (celownik krzywkowy ze szczerbiną, nastawy 100–1000 m).